# Axel Liljedahl
Axel Julius Leopold Liljedahl, född 24 juli 1875 i Göteborg, död där 27 juni 1956, var en svensk apotekare.
Axel Liljedahl var son till skräddarmästaren Johannes Andersson. Han avlade mogenhetsexamen i Göteborg 1898, farmacie kandidatexamen 1902 och apotekarexamen 1907. Han var amanuens i botanik och farmakognosi vid Farmaceutiska institutet 1906–1907 och efter tjänstgöring vid olika apotek i västra Sverige och i Stockholm var han 1907–1934 anställd vid apoteket Enhörningen i Göteborg. 1932–1934 anlade han Apoteket Strutsen där och innehade detsamma fram till 1944. Liljedahl publicerade kulturhistoriska skrifter bland annat rörande de äldre göteborgsapotekens historia såsom Apoteket Enhörningen genom 300 år (1942) och Pharmacopoea Gothoburgensis (1945) och inom Linnéforskningen såsom Linnés resa genom Dal och hans Dal-botanik (1930). Därutöver utgav han botaniska, genealogiska och bibliografiska uppsatser och var verksam inom naturskyddsrörelsen, bland annat som stiftare av Svenska naturskyddsföreningens lokalkommitté i Göteborg och sekreterare där 1912–1943. Han var från dess stiftande 1919 vice ordförande i Göteborgs botaniska förening. Liljedahl är begraven på Västra kyrkogården i Göteborg.